# Caribia (Schiff)
Die Caribia war ein 1933 in Dienst gestelltes Passagierschiff der Hamburg-Amerika Line (HAPAG), das im Passagierverkehr nach Mittelamerika eingesetzt wurde. Sie ging 1946 in den Besitz der Sowjetunion über und wurde 1984 verschrottet.

## Das Schiff
Die Caribia war ein 12.049 BRT großes Motorschiff, das bei Blohm & Voss in Hamburg für den Mittelamerika-Dienst der HAPAG gebaut wurde. Das 151,70 Meter lange Schiff lief am 1. März 1932 vom Stapel und wurde am 5. Februar 1933 fertiggestellt. Sie hatte ein baugleiches Schwesterschiff, die ebenfalls 1933 in Dienst gestellte Cordillera (12.055 BRT). Beide Schiffe hatten zwei Masten, einen Schornstein, zwei Propeller und konnten eine Geschwindigkeit von 17 Knoten erreichen. Die Caribia konnte 234 Passagiere der Ersten Klasse, 103 in der Touristenklasse und 110 in der Dritten Klasse befördern. Die Besatzung bestand aus 198 Personen.
Der Bau der Caribia und Cordillera trug dazu bei, Blohm & Voss während der Weltwirtschaftskrise Anfang der 1930er Jahre vor dem Ruin zu bewahren. Die Reichsregierung beteiligte sich finanziell am Bau als eine Art Arbeitsbeschaffungsmaßnahme für die Werft. Im März 1933 unternahm die Caribia ihre Jungfernfahrt von Hamburg über die Westindischen Inseln nach Mittelamerika. Anfang 1939 brachte die Caribia 85 deutsche und österreichische Juden nach Venezuela, die aufgrund einer Ausnahmegenehmigung von Präsident Eleazar López Contreras einreisen durften. Das Schiff hatte zunächst die britische Kolonie Trinidad angelaufen, wo die jüdischen Passagiere jedoch abgewiesen worden waren.
Mit Ausbruch des Zweiten Weltkriegs endete die zivile Nutzung des Ozeandampfers. Ab 1940 wurde das Schiff in Flensburg-Mürwik als Wohnschiff für die Kriegsmarine genutzt. Nach der Kapitulation Deutschlands wurde die Caribia im Mai 1945 von den Briten übernommen, die sie zwei Monate später den USA übergaben. 1946 ging das Schiff als Kriegsbeute an die Sowjetunion. Unter dem Namen Ilitsch verkehrte das Schiff zwischen der russischen Hafenstadt Wladiwostok und der Halbinsel Kamtschatka. 1983 außer Dienst gestellt, wurde die ehemalige Caribia im darauf folgenden Jahr abgewrackt.